# Boris Komocki
Boris Olegowicz Komocki (ros. Борис Олегович Комоцкий, ur. 31 stycznia 1956 w Poczdamie w NRD) – rosyjski polityk komunistyczny i dziennikarz.

## Życiorys
Syn żołnierza Armii Radzieckiej stacjonującego w NRD, skończył szkołę we Lwowie, później Wydział Filozoficzny Moskiewskiego Uniwersytetu Państwowego, następnie wykładał „komunizm naukowy” w różnych wyższych uczelniach. W 1990 brał udział w zakładaniu centrum prasowego Rady Najwyższej RFSRR, później pracował w organach państwowych, prasie i na uczelniach, został wicedyrektorem Centrum Badań Kultury Politycznej Rosji. Działacz Komunistycznej Partii Federacji Rosyjskiej, od marca 1996 członek grupy konsultantów przewodniczącego KC KPFR Giennadija Ziuganowa, od marca 2005 do kwietnia 2009 zastępca redaktora naczelnego, a następnie redaktor naczelny gazety „Prawda”. Od grudnia 2011 deputowany Dumy Państwowej Federacji Rosyjskiej ze Smoleńsko-Kałuskiego Okręgu Wyborczego. Członek Prezydium KC KPFR. Kandydat nauk filozoficznych, docent.